# Список астероїдів (19301—19400)
| Назва                     | Тимчасове позначення | Дата відкриття    | Місце відкриття                              | Відкривач                                |
| ------------------------- | -------------------- | ----------------- | -------------------------------------------- | ---------------------------------------- |
| (19301) 1996 SF8          | 1996 SF8             | 21 вересня 1996   | Станція Сінлун                               | SCAP                                     |
| (19302) 1996 TD           | 1996 TD              | 1 жовтня 1996     | Уппсальська астрономічна обсерваторія        | Ларс Камель, К'єлль Лундгрен             |
| (19303) 1996 TP1          | 1996 TP1             | 5 жовтня 1996     | Обсерваторія Кітамі                          | Кін Ендате, Кадзуро Ватанабе             |
| (19304) 1996 TQ1          | 1996 TQ1             | 5 жовтня 1996     | Обсерваторія Кітамі                          | Кін Ендате, Кадзуро Ватанабе             |
| (19305) 1996 TH10         | 1996 TH10            | 9 жовтня 1996     | Обсерваторія Кушіро                          | Сейджі Уеда, Хіроші Канеда               |
| 19306 Voves               | 1996 TN12            | 12 жовтня 1996    | Обсерваторія Санта-Лючія Стронконе           | Обсерваторія Санта-Лючія Стронконе       |
| (19307) 1996 TG13         | 1996 TG13            | 14 жовтня 1996    | Обсерваторія Кітамі                          | Кін Ендате, Кадзуро Ватанабе             |
| (19308) 1996 TO66         | 1996 TO66            | 12 жовтня 1996    | Обсерваторія Мауна-Кеа                       | Чедвік Трухільйо, Джуїтт Девід, Джейн Лу |
| (19309) 1996 UK1          | 1996 UK1             | 20 жовтня 1996    | Касіхара                                     | Фуміякі Уто                              |
| 19310 Осава (Osawa)       | 1996 VF1             | 4 листопада 1996  | Національна астрономічна обсерваторія Японії | І. Сато, Х. Фукушіма                     |
| (19311) 1996 VF3          | 1996 VF3             | 12 листопада 1996 | Обсерваторія Садбері                         | Денніс ді Сікко                          |
| (19312) 1996 VR7          | 1996 VR7             | 15 листопада 1996 | Обсерваторія Наті-Кацуура                    | Йошісада Шімідзу, Такеші Урата           |
| (19313) 1996 VF8          | 1996 VF8             | 6 листопада 1996  | Обсерваторія Кітамі                          | Кін Ендате, Кадзуро Ватанабе             |
| (19314) 1996 VT8          | 1996 VT8             | 7 листопада 1996  | Обсерваторія Кітамі                          | Кін Ендате, Кадзуро Ватанабе             |
| (19315) 1996 VY8          | 1996 VY8             | 7 листопада 1996  | Обсерваторія Кітамі                          | Кін Ендате, Кадзуро Ватанабе             |
| (19316) 1996 WB           | 1996 WB              | 16 листопада 1996 | Обсерваторія Оїдзумі                         | Такао Кобаяші                            |
| (19317) 1996 WS1          | 1996 WS1             | 30 листопада 1996 | Обсерваторія Оїдзумі                         | Такао Кобаяші                            |
| 19318 Сомана (Somanah)    | 1996 XB2             | 2 грудня 1996     | Сормано                                      | Франческо Манка, Марко Каваня            |
| (19319) 1996 XX2          | 1996 XX2             | 3 грудня 1996     | Обсерваторія Оїдзумі                         | Такао Кобаяші                            |
| (19320) 1996 XB6          | 1996 XB6             | 7 грудня 1996     | Обсерваторія Оїдзумі                         | Такао Кобаяші                            |
| (19321) 1996 XY7          | 1996 XY7             | 1 грудня 1996     | Обсерваторія Кітт-Пік                        | Spacewatch                               |
| (19322) 1996 XQ11         | 1996 XQ11            | 4 грудня 1996     | Обсерваторія Кітт-Пік                        | Spacewatch                               |
| (19323) 1996 XM13         | 1996 XM13            | 9 грудня 1996     | Обсерваторія Садбері                         | Денніс ді Сікко                          |
| (19324) 1996 XA18         | 1996 XA18            | 7 грудня 1996     | Обсерваторія Кітт-Пік                        | Spacewatch                               |
| (19325) 1996 XC18         | 1996 XC18            | 7 грудня 1996     | Обсерваторія Кітт-Пік                        | Spacewatch                               |
| (19326) 1996 XD19         | 1996 XD19            | 8 грудня 1996     | Обсерваторія Оїдзумі                         | Такао Кобаяші                            |
| (19327) 1996 XH19         | 1996 XH19            | 8 грудня 1996     | Обсерваторія Оїдзумі                         | Такао Кобаяші                            |
| (19328) 1996 XY28         | 1996 XY28            | 12 грудня 1996    | Обсерваторія Кітт-Пік                        | Spacewatch                               |
| (19329) 1996 XZ30         | 1996 XZ30            | 14 грудня 1996    | Обсерваторія Оїдзумі                         | Такао Кобаяші                            |
| (19330) 1996 XJ31         | 1996 XJ31            | 14 грудня 1996    | Обсерваторія Оїдзумі                         | Такао Кобаяші                            |
| (19331) 1996 XL33         | 1996 XL33            | 4 грудня 1996     | Обсерваторія Азіаґо                          | Уліссе Мунарі, Маура Томбеллі            |
| (19332) 1996 YQ1          | 1996 YQ1             | 18 грудня 1996    | Станція Сінлун                               | SCAP                                     |
| (19333) 1996 YT1          | 1996 YT1             | 19 грудня 1996    | Станція Сінлун                               | SCAP                                     |
| (19334) 1996 YV1          | 1996 YV1             | 19 грудня 1996    | Станція Сінлун                               | SCAP                                     |
| (19335) 1996 YL2          | 1996 YL2             | 28 грудня 1996    | Обсерваторія Оїдзумі                         | Такао Кобаяші                            |
| (19336) 1997 AF           | 1997 AF              | 2 січня 1997      | Обсерваторія Оїдзумі                         | Такао Кобаяші                            |
| (19337) 1997 AT           | 1997 AT              | 2 січня 1997      | Обсерваторія Оїдзумі                         | Такао Кобаяші                            |
| (19338) 1997 AB2          | 1997 AB2             | 3 січня 1997      | Обсерваторія Оїдзумі                         | Такао Кобаяші                            |
| (19339) 1997 AF4          | 1997 AF4             | 6 січня 1997      | Обсерваторія Оїдзумі                         | Такао Кобаяші                            |
| (19340) 1997 AV4          | 1997 AV4             | 6 січня 1997      | Обсерваторія Оїдзумі                         | Такао Кобаяші                            |
| (19341) 1997 AQ5          | 1997 AQ5             | 7 січня 1997      | Обсерваторія Оїдзумі                         | Такао Кобаяші                            |
| (19342) 1997 AA7          | 1997 AA7             | 9 січня 1997      | Обсерваторія Оїдзумі                         | Такао Кобаяші                            |
| (19343) 1997 AR7          | 1997 AR7             | 5 січня 1997      | Станція Сінлун                               | SCAP                                     |
| (19344) 1997 AD14         | 1997 AD14            | 2 січня 1997      | Станція Сінлун                               | SCAP                                     |
| (19345) 1997 BV2          | 1997 BV2             | 30 січня 1997     | Обсерваторія Оїдзумі                         | Такао Кобаяші                            |
| (19346) 1997 CG1          | 1997 CG1             | 1 лютого 1997     | Обсерваторія Оїдзумі                         | Такао Кобаяші                            |
| (19347) 1997 CH9          | 1997 CH9             | 1 лютого 1997     | Обсерваторія Кітт-Пік                        | Spacewatch                               |
| 19348 Cueca               | 1997 CL12            | 3 лютого 1997     | Обсерваторія Кітт-Пік                        | Spacewatch                               |
| 19349 Данжуа (Denjoy)     | 1997 CF22            | 13 лютого 1997    | Прескоттська обсерваторія                    | Пол Комба                                |
| (19350) 1997 CU28         | 1997 CU28            | 6 лютого 1997     | Станція Сінлун                               | SCAP                                     |
| (19351) 1997 EK           | 1997 EK              | 1 березня 1997    | Обсерваторія Оїдзумі                         | Такао Кобаяші                            |
| (19352) 1997 EL           | 1997 EL              | 1 березня 1997    | Обсерваторія Оїдзумі                         | Такао Кобаяші                            |
| 19353 Pierrethierry       | 1997 EQ30            | 10 березня 1997   | Рамонвіль-Сент-Ань                           | Крістіан Буїль                           |
| 19354 Fredkoehler         | 1997 FS2             | 31 березня 1997   | Сокорро (Нью-Мексико)                        | LINEAR                                   |
| 19355 Merpalehmann        | 1997 FU2             | 31 березня 1997   | Сокорро (Нью-Мексико)                        | LINEAR                                   |
| (19356) 1997 GH3          | 1997 GH3             | 6 квітня 1997     | Обсерваторія Галеакала                       | NEAT                                     |
| (19357) 1997 GZ7          | 1997 GZ7             | 2 квітня 1997     | Сокорро (Нью-Мексико)                        | LINEAR                                   |
| (19358) 1997 GO23         | 1997 GO23            | 6 квітня 1997     | Сокорро (Нью-Мексико)                        | LINEAR                                   |
| (19359) 1997 GB35         | 1997 GB35            | 3 квітня 1997     | Сокорро (Нью-Мексико)                        | LINEAR                                   |
| (19360) 1997 JS12         | 1997 JS12            | 3 травня 1997     | Обсерваторія Ла-Сілья                        | Ерік Вальтер Ельст                       |
| (19361) 1997 KH4          | 1997 KH4             | 31 травня 1997    | Обсерваторія Кітт-Пік                        | Spacewatch                               |
| (19362) 1997 MX3          | 1997 MX3             | 28 червня 1997    | Сокорро (Нью-Мексико)                        | LINEAR                                   |
| (19363) 1997 OL2          | 1997 OL2             | 31 липня 1997     | Коссоль                                      | ODAS                                     |
| 19364 Семафор (Semafor)   | 1997 SM1             | 21 вересня 1997   | Обсерваторія Ондржейов                       | Ленка Коткова                            |
| (19365) 1997 VL5          | 1997 VL5             | 8 листопада 1997  | Обсерваторія Оїдзумі                         | Такао Кобаяші                            |
| 19366 Sudingqiang         | 1997 VZ7             | 6 листопада 1997  | Станція Сінлун                               | SCAP                                     |
| 19367 Pink Floyd          | 1997 XW3             | 3 грудня 1997     | Коссоль                                      | ODAS                                     |
| (19368) 1997 XZ4          | 1997 XZ4             | 6 грудня 1997     | Коссоль                                      | ODAS                                     |
| (19369) 1997 YO           | 1997 YO              | 20 грудня 1997    | Обсерваторія Оїдзумі                         | Такао Кобаяші                            |
| (19370) 1997 YY8          | 1997 YY8             | 25 грудня 1997    | Обсерваторія Галеакала                       | NEAT                                     |
| (19371) 1997 YP11         | 1997 YP11            | 27 грудня 1997    | Обсерваторія Ґекко                           | Тецуо Каґава, Такеші Урата               |
| (19372) 1997 YP13         | 1997 YP13            | 31 грудня 1997    | Обсерваторія Оїдзумі                         | Такао Кобаяші                            |
| (19373) 1997 YC14         | 1997 YC14            | 31 грудня 1997    | Обсерваторія Оїдзумі                         | Такао Кобаяші                            |
| (19374) 1997 YG17         | 1997 YG17            | 27 грудня 1997    | Обсерваторія Кітт-Пік                        | Spacewatch                               |
| (19375) 1998 AB5          | 1998 AB5             | 6 січня 1998      | Вумера                                       | Френк Золотовскі                         |
| (19376) 1998 BE1          | 1998 BE1             | 19 січня 1998     | Обсерваторія Оїдзумі                         | Такао Кобаяші                            |
| (19377) 1998 BE4          | 1998 BE4             | 21 січня 1998     | Обсерваторія Наті-Кацуура                    | Йошісада Шімідзу, Такеші Урата           |
| (19378) 1998 BB7          | 1998 BB7             | 24 січня 1998     | Обсерваторія Оїдзумі                         | Такао Кобаяші                            |
| 19379 Лябрек (Labrecque)  | 1998 BR7             | 24 січня 1998     | Обсерваторія Галеакала                       | NEAT                                     |
| (19380) 1998 BB11         | 1998 BB11            | 23 січня 1998     | Сокорро (Нью-Мексико)                        | LINEAR                                   |
| (19381) 1998 BB15         | 1998 BB15            | 24 січня 1998     | Обсерваторія Галеакала                       | NEAT                                     |
| (19382) 1998 BH25         | 1998 BH25            | 28 січня 1998     | Обсерваторія Оїдзумі                         | Такао Кобаяші                            |
| 19383 Rolling Stones      | 1998 BZ32            | 29 січня 1998     | Коссоль                                      | ODAS                                     |
| 19384 Вінтон (Winton)     | 1998 CP1             | 6 лютого 1998     | Обсерваторія Клеть                           | Яна Тиха, Мілош Тихий                    |
| (19385) 1998 CE4          | 1998 CE4             | 13 лютого 1998    | Станція Сінлун                               | SCAP                                     |
| 19386 Axelcronstedt       | 1998 CR4             | 6 лютого 1998     | Обсерваторія Ла-Сілья                        | Ерік Вальтер Ельст                       |
| (19387) 1998 DA2          | 1998 DA2             | 18 лютого 1998    | Вумера                                       | Френк Золотовскі                         |
| (19388) 1998 DQ3          | 1998 DQ3             | 22 лютого 1998    | Обсерваторія Галеакала                       | NEAT                                     |
| (19389) 1998 DD14         | 1998 DD14            | 27 лютого 1998    | Коссоль                                      | ODAS                                     |
| (19390) 1998 DK14         | 1998 DK14            | 24 лютого 1998    | Фарра-д'Ізонцо                               | Фарра-д'Ізонцо                           |
| (19391) 1998 DR15         | 1998 DR15            | 22 лютого 1998    | Обсерваторія Галеакала                       | NEAT                                     |
| 19392 Oyamada             | 1998 DW31            | 22 лютого 1998    | Обсерваторія Наніо                           | Томімару Окуні                           |
| 19393 Davidthompson       | 1998 DT33            | 27 лютого 1998    | Обсерваторія Ла-Сілья                        | Ерік Вальтер Ельст                       |
| (19394) 1998 DA34         | 1998 DA34            | 27 лютого 1998    | Обсерваторія Ла-Сілья                        | Ерік Вальтер Ельст                       |
| 19395 Баррера (Barrera)   | 1998 EP1             | 2 березня 1998    | Коссоль                                      | ODAS                                     |
| (19396) 1998 EV1          | 1998 EV1             | 2 березня 1998    | Коссоль                                      | ODAS                                     |
| 19397 Лагаріні (Lagarini) | 1998 ER3             | 3 березня 1998    | Коссоль                                      | ODAS                                     |
| 19398 Creedence           | 1998 EM8             | 2 березня 1998    | Сормано                                      | Пієро Сіколі, П. Ґецці                   |
| (19399) 1998 EP10         | 1998 EP10            | 1 березня 1998    | Обсерваторія Ла-Сілья                        | Ерік Вальтер Ельст                       |
| 19400 Emileclaus          | 1998 EC11            | 1 березня 1998    | Обсерваторія Ла-Сілья                        | Ерік Вальтер Ельст                       |

| ← Астероїди 10001—20000 → |             |             |             |             |             |             |             |             |             |
| 10001—10100               | 11001—11100 | 12001—12100 | 13001—13100 | 14001—14100 | 15001—15100 | 16001—16100 | 17001—17100 | 18001—18100 | 19001—19100 |
| 10101—10200               | 11101—11200 | 12101—12200 | 13101—13200 | 14101—14200 | 15101—15200 | 16101—16200 | 17101—17200 | 18101—18200 | 19101—19200 |
| 10201—10300               | 11201—11300 | 12201—12300 | 13201—13300 | 14201—14300 | 15201—15300 | 16201—16300 | 17201—17300 | 18201—18300 | 19201—19300 |
| 10301—10400               | 11301—11400 | 12301—12400 | 13301—13400 | 14301—14400 | 15301—15400 | 16301—16400 | 17301—17400 | 18301—18400 | 19301—19400 |
| 10401—10500               | 11401—11500 | 12401—12500 | 13401—13500 | 14401—14500 | 15401—15500 | 16401—16500 | 17401—17500 | 18401—18500 | 19401—19500 |
| 10501—10600               | 11501—11600 | 12501—12600 | 13501—13600 | 14501—14600 | 15501—15600 | 16501—16600 | 17501—17600 | 18501—18600 | 19501—19600 |
| 10601—10700               | 11601—11700 | 12601—12700 | 13601—13700 | 14601—14700 | 15601—15700 | 16601—16700 | 17601—17700 | 18601—18700 | 19601—19700 |
| 10701—10800               | 11701—11800 | 12701—12800 | 13701—13800 | 14701—14800 | 15701—15800 | 16701—16800 | 17701—17800 | 18701—18800 | 19701—19800 |
| 10801—10900               | 11801—11900 | 12801—12900 | 13801—13900 | 14801—14900 | 15801—15900 | 16801—16900 | 17801—17900 | 18801—18900 | 19801—19900 |
| 10901—11000               | 11901—12000 | 12901—13000 | 13901—14000 | 14901—15000 | 15901—16000 | 16901—17000 | 17901—18000 | 18901—19000 | 19901—20000 |